# Голди, Крэйг
Крэйг Голди (англ. Craig Goldy; 6 ноября 1961, Ла-Меса, Калифорния, США) — американский гитарист, автор песен. Известен по выступлениям в группах Dio, Rough Cutt, Budgie и др.

## Биография
Играл в группе Vengeance. Затем становится гитаристом Rough Cutt, заменив Джейка И Ли. С Крейгом Rough Cutt записали несколько демо, которые получили ротацию на радиостанции KGB FM в Сан-Диего, но Голди покинул группу до того, как она приступила к записи первого альбома. Голди в группе заменил Амир Дерак.
Продюсировал эти записи Ронни Джеймс Дио (песни «Queen of Seduction», «Try a Little Harder» и «Take Her»). Голди рассказал о Ронни Джеймсе Дио в интервью в прямом эфире той же самой радиостанции в 1983 году. В этом интервью Голди похвалил Дио за его талант и за то, что он уделил время, чтобы помочь Rough Cutt. Ронни и его жена Венди и стали соавторами некоторых песен на первом альбоме Rough Cutt.
Вскоре после ухода из Rough Cutt Голди присоединится к Giuffria, группе бывшего клавишника Angel, Грегга Джеффрии. Вместе с Giuffria Крэйг Голди участвовал в Hear ’n Aid.
После ухода из Dio Вивиана Кэмпбелла Ронни Джеймс Дио пригласил Крэйга на его место. В 1988 году Голди покидает Dio.
Крэйг Голди написал песню «Lady Luck» совместно с Дэвидом Ли Ротом, которая появилась на альбом Дейва 1991 года «A Little Ain’t Enough».
Голди временно покинул группу Dio в третий раз в 2005 году после перенесённой травмы руки на тур по России. Его заменил бывший гитарист Dio Даг Олдрич на время тура.
Также был приглашённым гитаристом хард-рок-группы Budgie.

## Дискография
Giuffria
- Giuffria (1984)

Dio
- Intermission (1986)
- Dream Evil (1987)
- Magica (2000)
- Master of the Moon (2004)

Craig Goldy's Ritual
- Hidden In Plain Sight (1991)

Сольные альбомы
- Insufficient Therapy (1993)
- Better Late Than Never (1995)